# المشاط (الوادي 01)
المشاط هو دُوَّار يقع بجماعة عين قنصرة، إقليم مولاي يعقوب، جهة فاس مكناس في المملكة المغربية. ينتمي الدوّار لمشيخة الوادي 01 التي تضم 14 دوار. يقدر عدد سكانه بـ 26 نسمة حسب الإحصاء الرسمي للسكان والسكنى لسنة 2004.

## روابط خارجية
- البوابة الوطنية للجماعات الترابية
- المندوبية السامية للتخطيط